# Guarani FC
Guarani Futebol Clube este o echipă de fotbal din Campinas, São Paulo, Brazilia.

## Palmares

### Național
- Série A (1): 1978

Locul 2 (2): 1986,  1987
- Série B (1): 1981

Locul 2 (2): 1991, 2009
- Série C

Locul 2 (1): 2008

### Stat
- Campeonato Paulista Série A2 (1): 1949

Locul 2 (1): 2011
- Campeonato Paulista Série A1

Locul 2 (2): 1988, 2012